# In/Casino/Out
In/Casino/Out är den andra fullängds-LP:n av At the Drive-In, utgiven 1998.

## Låtar
1. "Alpha Centauri" – 3:13
2. "Chanbara" – 2:59
3. "Hulahoop Wounds" – 3:24
4. "Napoleon Solo" – 4:48
5. "Pickpocket" – 2:38
6. "For Now..We Toast" – 3:02
7. "A Devil Among the Tailors" – 3:12
8. "Shaking Hand Incision" – 3:36
9. "Lopsided" – 4:41
10. "Hourglass" – 3:25
11. "Transatlantic Foe" – 3:37

## Japanska bonuslåtar
1. "Proxima Centauri"
2. "Doorman's Placebo"

## Instrument
- Cedric Bixler-Zavala - Sångare
- Jim Ward - Gitarr
- Omar Rodriguez-Lopez - Gitarr
- Paul Hinojos - Elbas
- Tony Hajjar - Trummor